# 峭壁紫堇
峭壁紫堇（学名：Corydalis praecipitorum）为罂粟科紫堇属下的一个种。

## 扩展阅读
- 維基物種上的相關：峭壁紫堇